# Die (obec)
Die je francouzská obec v departementu Drôme v regionu Auvergne-Rhône-Alpes. V roce 2011 zde žilo 4 411 obyvatel. Je centrem arrondissementu Die.

## Vývoj počtu obyvatel
Počet obyvatel 